# Evangelisch-lutherische Kirche Bischwind

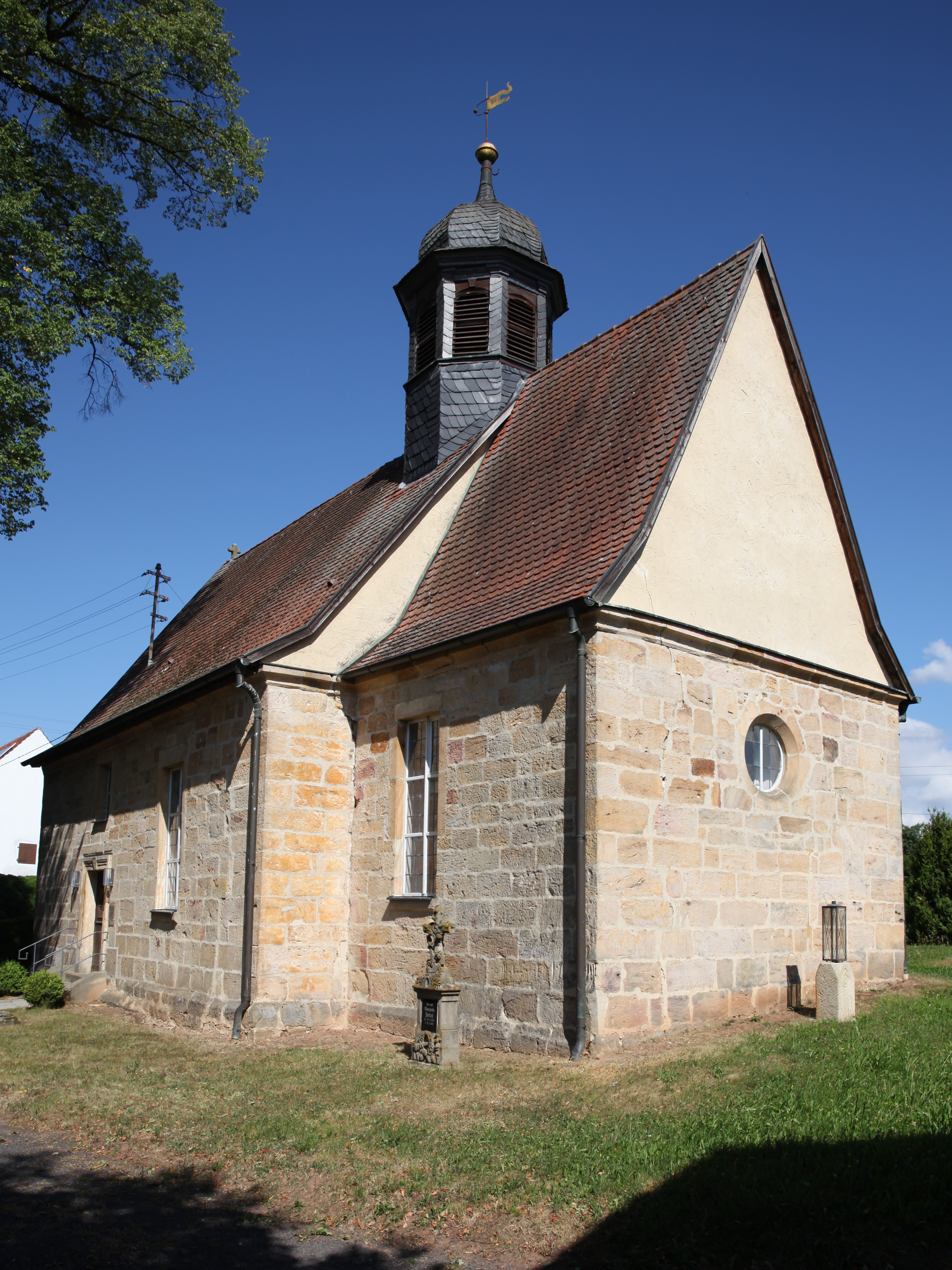
Evangelische Kirche in Bischwind

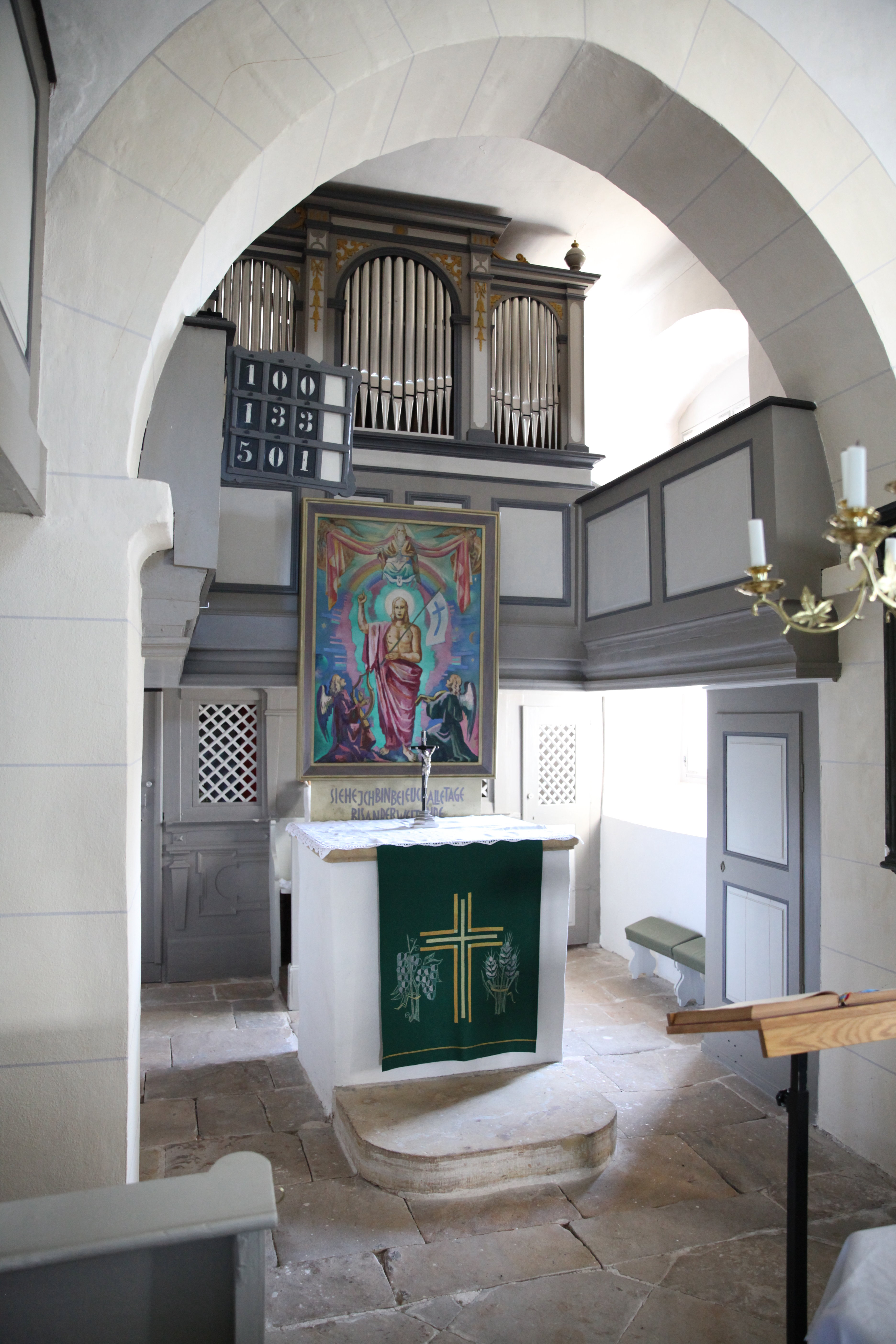
Chorraum mit Orgel

Die evangelisch-lutherische Kirche Bischwind im oberfränkischen Bischwind, einem Gemeindeteil von Seßlach im Landkreis Coburg, stammt wohl aus der zweiten Hälfte des 17. Jahrhunderts. Sie ist als Baudenkmal in der Bayerischen Denkmalliste eingetragen.

## Geschichte
Der Bau der Spätrenaissanceanlage erfolgte wohl in der zweiten Hälfte des 17. Jahrhunderts. Die Kanzel ist auf das Jahr 1655 datiert. Die Wetterfahne trägt die Jahreszahl 1744. Am Schlussstein des Eingangsportals in der Südseite weist die Jahreszahl 1843 auf damalige Umbau- oder Erneuerungsmaßnahmen hin. Eine Renovierung wurde 2000/2001 durchgeführt. Das Gotteshaus ist Eigentum der politischen Gemeinde Seßlach.
Im Jahr 1735 wurde die evangelisch-lutherische Kirchengemeinde Bischwind bei Heilgersdorf mit der von Lichtenstein zusammengelegt. Der Sitz der vereinigten Pfarrei war im etwa vier Kilometer entfernten Lichtenstein. 1970 wurde die Kirchengemeinde Bischwind nach Heilgersdorf eingegliedert. Nach der Auflösung des unterfränkischen evangelischen Dekanats Eyrichshof im Jahr 1972 folgte der Anschluss an das Dekanat Michelau.

## Baubeschreibung
Die kleine Saalkirche hat Sandsteinwände und ein Satteldach mit Ziegeleindeckung. Am Übergang von Chor und Langhaus befindet sich ein achtseitiger, hölzerner Dachreiter mit einer verschieferten, welschen Haube. Ein spitzbogiger Triumphbogen verbindet den eingezogenen, quadratischen Chorraum mit dem einachsigen Langhaus, in dem eine dreiseitige einstöckige Empore steht. Das Langhaus wird von einer hölzernen Flachdecke mit einem Längsunterzug in der Mitte überspannt. Aufgrund der Kanzel am rechten Pfeiler des Triumphbogens ist die hölzerne Empore nur auf etwa zwei Drittel der südlichen Wandlänge vorhanden und endet dort mit einer Balustersäule. Die hölzerne Kanzel hat einen polygonalen Korb mit Konsolenfries am Sockel und Zahnschnittfries am Obergesims. Die Felder sind mit ländlicher Malerei verziert. Ein Feld zeigt das Wappen der Herren von Lichtenstein. Hinter dem Altar befindet sich im Chorraum der ehemalige Herrschaftsstand mit ausgesägten Verschlussgittern und einer Brüstung mit Rahmenwerk. Darüber ist auf einer Empore die Orgel angeordnet.

## Orgel
Die  Orgel stellte 1901 der Nürnberger Orgelbauer Johannes Strebel auf. Das Instrument hat sieben Register auf einem Manual und Pedal mit 351 Pfeifen. Der Magazinbalg einschließlich Motor steht im Dachboden. 1987 und 2017 restaurierte Hey Orgelbau das Instrument. Dabei wurde ein neuer Prospekt aus Zinn eingebaut.